# Обласні автомобільні шляхи Житомирської області
Обласні автомобільні шляхи Житомирської області — автомобільні шляхи обласного значення, що проходять територією Житомирської області України. Список включає усі дороги місцевого значення області, головним критерієм для визначення порядку слідування елементів є номер дороги у переліку.

## Перелік обласних автомобільних шляхів у Житомирській області
Загальне відношення: 
| Індекси доріг                | Відношення на OSM | Найменування автомобільних доріг                                                              | Загальна протяжність, км | Коментарі |
| ---------------------------- | ----------------- | --------------------------------------------------------------------------------------------- | ------------------------ | --- |
| О 060101                     |                   | ст. Степок — Андрушівка — Вчорайше (з під'їздом до с. Вчорайше)                               | 50.7                     | Невідоме точне трасування Гарапівка — Мінківці — Андрушівка чи Гарапівка — пд. частина Андрушівки. Також невідома під'їзду до станції Степок, сам під'їзд — відсутній. 50.9 км OSM |
| О 060102                     |                   | Андрушівка — Червоне — Закутинці                                                              | 27.1                     | OSM 26.9 km колишня Т 0606 |
| О 060203                     |                   | Рогачів — Довбиш                                                                              | 19.7                     | OK OSM — 19.7 km |
| О 060104                     |                   | Дубрівка — Баранівка                                                                          |                          | |
| О 060305                     |                   | Бердичів — Іванопіль                                                                          | 27.4                     | OK OSM — 27.5 km, О 060304 |
| О 060306                     |                   | Брусилів — Вчорайше — Ружин — Городок                                                         |                          | |
| О 060407                     |                   | Брусилів — Скочище через Водотиї, Долинівку, Соболівку                                        | 29.8                     | NOT OK OSM — 31.6 km (+1.8), О 060405 |
| О 060507                     |                   | Бараші — Хорошів — Топорище                                                                   | 48.3                     | OK OSM — 48.3 km |
| О 060509                     |                   | Бараші — Ємільчине через Брідок, Рихальське, Куліші                                           | 41.3                     | OK скоріш за все OSM — 42.3 km, О 060609 |
| О 060510                     |                   | Смаківка — Бараші — Пулини — Коростишів — Котлярка                                            |                          | |
| О 060611                     |                   | Висока Піч — Троянів — Червоне (з під'їздом до с. Мала П'ятигірка)                            | 85.3                     | NOT OK Дуже замала деталізація напрямку на ділянці Троянів — Червоне, дорогу позначено через Двірець, Кодню, Миролюбівку, Глинівці як найбільш вірогідний варіант трасування. Ділянка Червоне — М.П'ятигірка також має декілька можливих варіантів, позначено через Крилівку, Городківку. OSM — 81.7 km, О 060710                                            |
| О 060612                     |                   | Житомир — Левків                                                                              | 7.6                      | OK OSM — 7.7 km, О 060711 |
| О 060713                     |                   | Поліське — Гулянка через Ришавку                                                              | 45.4                     | OK OSM — 45.2 km, О 060812 |
| О 060814                     |                   | Коростишів — Кошарища                                                                         |                          | |
| О 060915                     |                   | Лугини — Жеревці через Старосілля, Червону Волоку                                             | 21.9                     | О 061013 |
| О 061116                     |                   | /Нова Борова — Йосипівка/ — Малин через Щербатівку, Слобідку (з під'їздом до с. Крушники)     | 24.0                     | О 061214 |
| О 061117                     |                   | Малин — Нове Життя через Українку, Будо-Вороб'ї                                               | 32.7                     | О 061215 |
| О 061218                     |                   | Народичі — (Р02) через Залісся                                                                |                          | |
| О 061219                     |                   | Народичі — Малин через Базар                                                                  |                          | |
| О 061320                     |                   | Новоград-Волинський — Ярунь — Баранівка (з під'їздом до с. Пилиповичі)                        | 54.8                     | OK OSM — 54.5 km, О 061416 |
| О 061321                     |                   | Чижівка — Городниця — Жовтневе — Олевськ                                                      | 65.0                     | Це О 061417 + Т 0616, О 061417 |
| О 061422                     |                   | Ігнатпіль — Усове — Кованка                                                                   | 54.3                     | О 061518 |
| О 061423                     |                   | Овруч — Словечне                                                                              |                          | |
| О 061424                     |                   | Овруч — Норинськ — Словечне — Перга                                                           | 76.1                     | О 061519 |
| О 061525                     |                   | (М07) — Чижівка через Осівку, Ємільчине, Серби                                                | 59.3                     | О 061620 |
| О 061526                     |                   | Олевськ — Радовель — Жубровичі — (М07)                                                        | 32.0                     | О 061621 |
| О 061527                     |                   | Олевськ — ст. Сновидовичі                                                                     | 12.3                     | О 061622 |
| О 061528                     |                   | Парипси — Ставище через Саверці, Почуйки                                                      | 21.1                     | О 061723 |
| О 061529                     |                   | Попілля — Ружин                                                                               |                          | |
| О 061730                     |                   | Івановичі — (М06) через Стару Олександрівку, Юлянівку, Новий Завод, В'юнки, Стрибіж, Слобідку | 48.6                     | OK OSM — 48.1 km По ділянці М06: Без з'їздів/розворотів, без можливості проїзду позначеним зв'язком, взято тільки одну сторону дороги в зв'язок. Не вистачає 500 метрів, але це точно не по ділянці з М06, включена частина М06 якраз 2.0 км, а різниця між загальною протяжністю і кілометражем на балансі сл. автодоріг Житомирщини також 2.0 км, О 062132 |
| О 061731                     |                   | (М06) — Довбиш — Залужне                                                                      |                          | |
| О 061832                     |                   | Кочерів — Брусилів — Вільшанка                                                                |                          | |
| О 061833                     |                   | Біла Криниця — Радомишль                                                                      | 29.1                     | О 061824 |
| О 061834                     |                   | /Біла Криниця — Радомишль/ — Білка                                                            | 4.0                      | О 061825 |
| О 061835                     |                   | Радомишль — ст. Ірша                                                                          | 29.4                     | О 061826 |
| О 061836                     |                   | Радомишль — Потіївка                                                                          | 25.3                     | OK OSM — 25.3 km, О 061827 |
| О 061937                     |                   | /Шепетівка — Чуднів — Бердичів/ — Печанівка — Любар                                           | 24.6                     | OK OSM — 24.96 km, О 061928 |
| О 061938                     |                   | Романів — Лісна Рудня — Межирічка                                                             | 23.0                     | OK OSM — 23.3 km, О 061929 |
| О 061939                     |                   | Романів — Романівка                                                                           |                          | |
| О 062040                     |                   | Ружин — Топори — Рогачі                                                                       | 14.7                     | OK OSM — 14.6 km, О 062031 |
| О 062141                     |                   | Нова Борова — Йосипівка                                                                       |                          | |
| О 062142                     |                   | /Бараші — Топорище/ — Черняхів через Калинівку, Селянщину                                     | 18.3                     | NOT OK OSM — 19.0 km (+0.7). Скоріш за все виміряно по адмін. кордон Черняхова. В OSM позначено по Т 0605. О 060507 |
| О 062243                     |                   | Черняхів — Малин — Людвинівка                                                                 |                          | |
| О 062244                     |                   | Черняхів — Стирти — Федорівка — Очеретянка                                                    | 15.1                     | OK OSM — 14.8 km, О 062233 |
| О 062345                     |                   | Чуднів — Іванопіль                                                                            | 29.5                     | OK OSM — 29.2 km |
| О 062346                     |                   | Вільшанка — Краснопіль — Суслівка                                                             | 39.2                     | OK OSM — 39.3 km, старий реф О 062345 |
| Вилучено з переліку обласних |                   | Нова Борова — Йосипівка (з під'їздом до ст. Чоповичі)                                         | 39.1,                    | О 060506 |
| Вилучено з переліку обласних |                   | Макарівка — Ружин                                                                             | 19.7                     | OK OSM — 19.6 km, О 062030 |
| Разом:                       | Разом:            | Разом:                                                                                        | 1195.7                   | OSM — 1207.76 km |